# خلیج دیرستان
خلیج دیرستان خلیجی کوچک در جنوب جزیره قشم در هرمزگان است. این خلیج از غرب به خلیج فارس راه دارد و جزیره و تنگه هنگام در جنوب آن قرار دارند.